# Codificació (memòria)
La Codificació és la capacitat per a emmagatzemar i recuperar informació, procés que comporta l'acció de codificar. Els records que una persona té, donen a un organisme la capacitat d'aprendre i adaptar-se a partir de les experiències prèvies, així com establir relacions significatives. La codificació converteix els elements percebuts en entitats que poden ser emmagatzemades en una part del cervell i evocades posteriorment des de la memòria a curt termini o la memòria a llarg termini. Per una altra banda, la memòria de treball emmagatzema informació segons el seu ús o manipulació immediata.

## Història

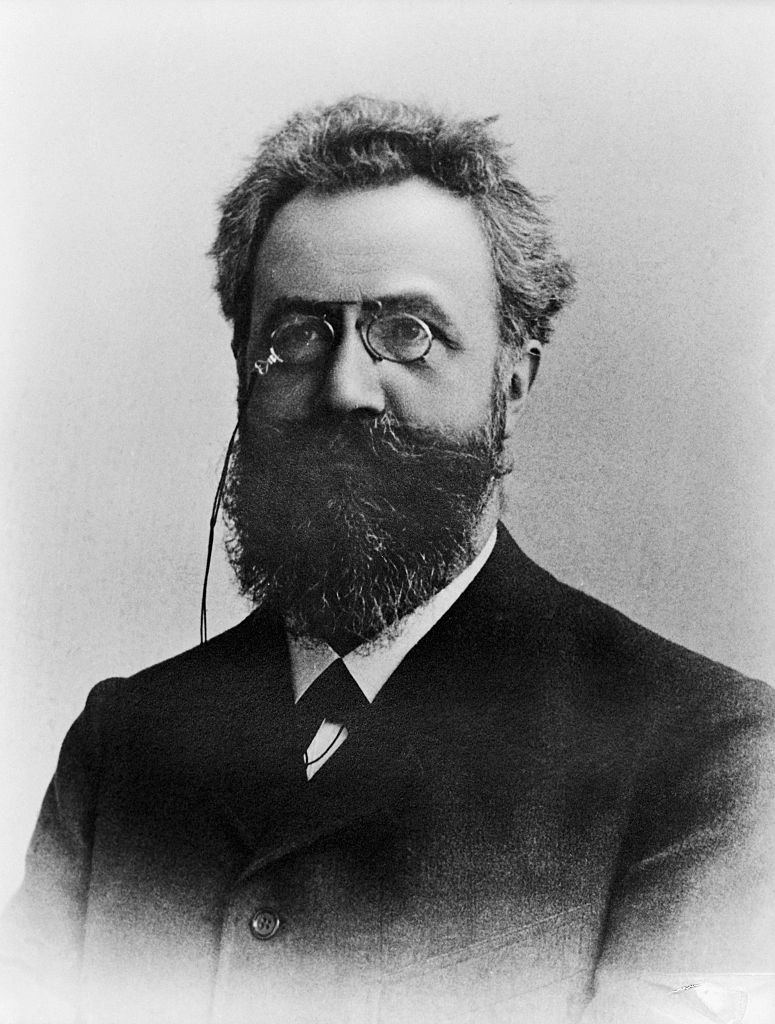
Hermann Ebbinghaus

Hermann Ebbinghaus (1850–1909) és el primer representant de l'estudi del procés de codificació memorística.
L'any 1885 es va utilitzar a si mateix com a subjecte d'estudi per investigar la manera en que la informació s'aprèn i s'oblida mitjançant la repetició de llistes de síl·labes sense sentit. Aquests experiments li van portar a suggerir la seva cèlebre corba d'aprenentatge. Ebbinghaus va veure que les llistes d'elements significatius que permetien realitzar associacions entre si resultaven més fàcils de memoritzar i recordar posteriorment. Aquests resultats van ser la base de la psicologia experimental de la memòria i altres processos mentals que es desenvoluparien durant els pròxims anys.
No va ser fins a principis del segle XX que es van realitzar els primers progressos sobre la memòria. Gràcies a Ivan Pavlov, que va començar a fer recerques referents al condicionament clàssic, es va poder demostrar la possibilitat de crear relacions semàntiques entre dos elements no relacionats. El 1932, Bartlett va proposar la idea de l'esquema mental. El seu model suggeria que la codificació de nova informació depenia de la seva consistència amb el coneixement adquirit amb anterioritat (és a dir, les informacions que encaixen en el sistema d'esquemes mentals preexistents són més senzilles d'assimilar, memoritzar i recordar). Aquest model també suggeria que la informació que no es troba present en el moment de la codificació podria ser afegida a la memòria sempre que estigués basada en el coneixement esquemàtic sobre el món.
Dins de la psicologia de la Gestalt es va fer saber que els records de la informació codificada solien ser diferents dels estímuls que els havien produït. A més a més, també es va fer saber que els records es veien afectats pel context en el qual els estímuls havien estat presents.
Cada vegada s'anava avançant més i més en l'àmbit tecnològic, fins que va sorgir el camp de la neuropsicologia, i amb ell les teories sobre les bases biològiques del procés de codificació. Donald Hebb va treballar molt en l'estudi de la relació que tenien la neurociència i la codificació memorística. L'any 1949 va establir que la codificació tenia lloc a mesura que s'establien noves connexions entre neurones a través de la seva activació conjunta repetida.
Ens situem entre els anys 50 i 60. Amb ajuda del processament de la informació es va realitzar una aproximació (basada en els models computacionals i a partir de la idea inicial que es tenia sobre la codificació sent el procés mitjançant el qual la informació s'introduïa a la memòria) sobre l'estudi de la memòria.
L'any 1956, el psicòleg George Armitage Miller va escriure un article titulat The Magical Number Seven, Plus or Minus Two. En aquest article establia que la capacitat del magatzem de la memòria a curt termini estava limitada a 7 ítems +/- 2. Aquesta xifra va ser posteriorment matisada, quan els estudis referents al chunking van establir que aquests set +/- 2 elements també podien consistir en «paquets» o agrupacions significatives d'informació, i no solament a ítems individuals.
Va ser a l'any 1974 que l'Alan Baddeley i el Graham Hitch van proposar el seu model de memòria de treball. Aquest consistia en un sistema executiu central i en dos subsistemes esclaus, que eren l'agenda visoespacial i el bucle fonològic. Aquest sistema va ser el que es va encarregar de codificar la informació en la memòria. Al cap d'uns quants anys, per ser més exactes, l'any 2000, Baddeley va afegir el "buffer" episòdic. Endel Tulving l'any 1983 va proposar la idea de la codificació específica, en la qual el context cobrava de nou una gran importància en el procés de codificació.

## Tipus
Hi ha diferents tipus de codificació. La codificació visual, l'acústica i la semàntica. Encara que també existeixen altres tipus.

### Codificació visual
El procés de codificació d'imatges i informació sensorial de tipus visual és conegut com la codificació semàntica. La informació sensorial s'emmagatzema de forma temporal dins de la memòria icònica i la memòria de treball abans de ser codificada a l'emmagatzematge de llarg termini. Segons el model de la memòria del treball de Baddeley, la informació visual és emmagatzemada dins l'agenda visuoespacial.
L'amígdala és un paper important per la codificació visual i és una estructura complexa. Els valors negatius i positius dels estímuls condicionats, estan codificats per les amígdales. Aquesta estructura críptica, també rep informació visual (això com d'altres modalitats sensorials).

### Codificació acústica
El procés de codificació de sons, paraules i tota mena d'informació que entra de tipus auditiu pel seu emmagatzematge i després, recuperació, és anomenat codificació acústica.
El processament de la informació auditiva pel bucle fonològic, es veu sovint, que permet,rebuda al registre de memòria ecoica, incorporar la informació, per a ser repetida amb la finalitat de facilitar el record, segons afirma Baddeley.
Els estudis realitzats respecte aquest tema comuniquen que els factors semàntics, lèxics i fonològics interactuen amb la memòria verbal de treball. Aquesta similitud fonològica es veu afectada pel grau de concreció de les paraules i és per això que es posa de manifest que la posada en marxa de la memòria verbal de treball no depengui únicament de les representacions fonològiques i acústiques, sinó que també intervingui la representació lingüística. Si les representacions lingüístiques s'activen en el moment del record o si exerceixen un paper diferent en el procés de codificació no s'ha establert encara amb precisió.

### Codificació semàntica
S'anomena codificació semàntica el processament i codificació de l'input sensorial que té un significat particular o pot aplicar-se a un context específic. El chunking o les tècniques mnemotècniques, serveixen per a facilitar la codificació, la qual cosa en alguns casos, augmenta la possibilitat d'una profunditat extensa en el processament, això, fa que influeix-hi en una optimització del procés de recuperació.
S'ha trobat que les paraules que s'aprenen mitjançant un processament profund, semàntic, es recorden més fàcilment que les paraules processades d'una manera més superficial, és a dir, no semàntica, segons els temps de reacció observats. Les àrees de Brodmann 45, 46 i 47 que, es presenten a l'escorça prefrontal inferior esquerra, mostra una activació de significat superior sota condicions de codificació semàntica, comparat amb la mostra de l'activació durant una tasca que ha d'implicar una codificació no semàntica, independentment de lo difícil que sigui la tasca de codificació no semàntica exposada. Un increment en l'activació durant les fases inicials de codificació semàntica, que mostra aquesta mateixa àrea, exposa una reducció de la seva activació si la tasca de codificació semàntica es torna repetitiva. Això suggereix que l'activació provoqui aquest descens per la repetició, la qual és un procés que té lloc específicament quan les paraules són reprocessades de manera semàntica, però no quan són reprocessades de forma no semàntica.